# Margie Hines
Pour les articles homonymes, voir Hines.
Margie Hines (1909-1985), également connue sous le nom de Majorie Hines, est une actrice américaine, spécialisée dans le doublage.
Elle fut la première voix de Betty Boop, dans Dizzy Dishes en 1930. Elle interprètera ce personnage jusqu'en 1938-1939. Elle reprendra le rôle pour les derniers épisodes du personnage.
De 1938 à 1943, elle prête sa voix à Olive Oyl, épouse de Popeye. Elle a été mariée à Jack Mercer, qui donne sa voix à Popeye, de 1939 à 1944.